# 達心星
達心星（英語：Sky Darci，2016年9月27日—2022年2月20日），是一匹曾在香港出賽的賽駒，為2020/2021馬季最佳四歲馬，來港後練馬師是方嘉柏。

## 簡介
來自紐西蘭的「達心星」以自購新馬的身分於2019年被運來香港服役，加盟方嘉柏馬房。
2019年11月9日，「達心星」在香港首次出賽，取得一席第二。12月1日，「達心星」在香港第二次出賽，在李寶利胯下取得首場頭馬。
2020年11月29日，莫雷拉策騎「達心星」勝出第一班盃賽其士盃。賽後，練馬師方嘉柏說：「今日賽事當接戰至關鍵階段時，『達心星』一度未能望空，而此時多匹對手已正在加速之中，所以牠今仗勝來不易，馬兒以鬥心力拼而勝。牠能夠取勝，只因牠心態上想求勝，因而能勇往直前，亦可見牠亦有相當的膽量。我已覺得馬兒可以應付一哩，甚至跑再較長一些的途程亦沒有問題。「達心星」由第三班直接越級挑戰第一班賽事，難度不小，但已證明了牠是四歲同齡賽駒中的質優之輩，當然值得把握機會，在四歲馬經典賽事系列中爭取佳績。」
2021年，莫雷拉夥拍「達心星」出戰四歲系列賽全部三關賽事。1月24日，「達心星」出戰首關香港經典一哩賽，取得第六名。2月21日，「達心星」出戰次關香港經典盃，取得第七名，仍未能有所突破。3月21日，「達心星」出戰尾關香港打吡大賽，卻有驚喜的表現，以頭位之先擊敗第二名的「將王」，成為打吡盟主。賽後，莫雷拉說道：「今仗我們沿途走勢暢順，馬兒出閘迅速，而很快我已能將牠留住，嘗試先行穩定走勢。當前面兩駒（「健康愉快」及「銀馳」）帶離之時，我們能受惠於當時的步速，到八百米處，當『將王』向外移出之際，我便得以在內疊開始推進，這亦令我早了一點發力。入直路後我稍為向外移出，比賽前所願較早脫穎而出，但我知道胯下坐騎是全場最好的一駒，我對牠有十足信心。接戰至末段，我知道有對手追上，而牠們都非泛泛之輩，即使坐騎並非是正宗二千米馬，我認為牠鬥心極佳，即使有對手追上，馬兒仍會悉力以赴。可幸在終點線上我們能及時氣走對手，這場賽事，對於我、方嘉柏及其家人來說都別具意義。方嘉柏能適時將馬兒的狀態推向高峰，倘非如此，我們未必取得最終勝利。」練馬師方嘉柏說道：「可以肯定，最後二百米這段途程，是我歷來看過的所有賽事中感覺最漫長的一段。感覺上終點就如遙不可及，可幸馬兒及時在終點線上伸長馬頸，擊敗對手贏馬。這是美好的一天，帶給我無窮的滿足感，此駒與其馬主（關氏家族）為我帶來奇蹟，我能為他們訓練馬匹，實在妙不可言。他們買入此駒，並給我機會將牠交給我訓練，馬兒能在短時間內取得如此成就，實屬難能可貴，這一切應歸功他們，此外我亦為莫雷拉感到高興。」他亦表示：「參與角逐這些賽事，你永遠都不可能有太大信心，我向莫雷拉說，能訓練像『達心星』這類好馬，確是可遇不可求，雖然牠的長力確令我們帶來一點疑慮，但今仗我們有內檔之利，而我亦盡我所能將馬兒狀態推至高峰，因此我亦向莫雷拉說希望他好運。」他補充：「今場勝來不易，但現時馬兒要再上一層樓，然而，假以時日，我相信牠可以做到。」
2021年5月30日，莫雷拉策騎「達心星」出戰國際三級賽獅子山錦標，末段與巴度策騎的「健康愉快」短兵相接，最終「達心星」奮勇力拼下以短馬頭位之先勝出。賽後，莫雷拉說道：「馬兒憑鬥心取勝，陣上牠清楚知道要做些甚麼。當對手向牠挑戰時牠力拼到底，從不放棄，『健康愉快』被我們過頭後一度力圖反先，但我感覺到牠再豁盡全力，鬥贏對手，馬兒今仗已做到最好，無可挑剔。牠確實是匹好馬。今仗對手甚強，所以我未有太意外牠未有以較遠距離取勝。」練馬師方嘉柏說道：「這是一場適合牠休後復出角逐的賽事，牠只需負115磅，抽得第三檔亦有利，陣上更能佔取一如我們所願的位置，馬兒沿途只須放鬆競跑，即能交出好成績。我們一直未有輕視亞軍馬（「健康愉快」），由於我們預期今仗步速不快，所以視該駒為主要對手，事實上牠在最後一百米亦給予我們甚大威脅。『健康愉快』會是匹出色佳駟，日後亦可望會更進一步。無論如何，今日能令『達心星』自打吡之後再上戰陣並勝出，我們都感到欣喜，訓練像牠這類的佳駟休後復出，總會有一些壓力，現時可說是如釋重負。」
2022年2月20日，「達心星」出戰國際一級賽香港金盃，於比賽中段（最後850米處）在騎師田泰安胯下急速墮退而被拉停，及後「達心星」因跑跛腳而遭人道毀滅，使得「達心星」成為繼「君達星」後第二匹同父馬遭人道毁滅。其後，獸醫報告明確指出「達心星」的致命原因是該駒左後蹄球節受傷。「達心星」離世後，練馬師方嘉柏悼念時說：「牠是一匹可爱的马，在马厩里养牠非常有趣。在短时间内，牠给了我们很多美好的回忆。这很令人悲伤。」

## 在港勝出賽事全紀錄
| 比賽日期   | 賽事名稱             | 賽事班次    | 賽道 | 賽事路程 | 比賽馬場   | 名次 | 完成時間 | 騎師   |
| ---------- | -------------------- | ----------- | ---- | -------- | ---------- | ---- | -------- | ------ |
| 01/12/2019 | 亞士厘讓賽           | 第四班（R） | 草地 | 1400米   | 沙田馬場   | 1    | 1:22.36  | 李寶利 |
| 10/06/2020 | 聯福讓賽             | 第四班      | 草地 | 1200米   | 跑馬地馬場 | 1    | 1:09.54  | 莫雷拉 |
| 28/10/2020 | 極速駿馬讓賽         | 第三班      | 草地 | 1200米   | 跑馬地馬場 | 1    | 1:09.72  | 莫雷拉 |
| 11/11/2020 | 卑路乍灣讓賽         | 第三班      | 草地 | 1200米   | 跑馬地馬場 | 1    | 1:09.69  | 莫雷拉 |
| 29/11/2020 | 其士盃（讓賽）       | 第一班      | 草地 | 1600米   | 沙田馬場   | 1    | 1:34.10  | 莫雷拉 |
| 21/03/2021 | 寶馬香港打吡大賽2021 | 四歲馬      | 草地 | 2000米   | 沙田馬場   | 1    | 2:01.32  | 莫雷拉 |
| 30/05/2021 | 獅子山錦標（讓賽）   | G3          | 草地 | 1600米   | 沙田馬場   | 1    | 1:33.45  | 莫雷拉 |

## 在港一級賽出賽全紀錄
| 比賽日期   | 賽事名稱           | 賽事班次 | 賽道 | 賽事路程 | 比賽馬場 | 名次 | 完成時間 | 騎師   |
| ---------- | ------------------ | -------- | ---- | -------- | -------- | ---- | -------- | ------ |
| 12/12/2021 | 浪琴表香港一哩錦標 | G1       | 草地 | 1600米   | 沙田馬場 | 9    | 1:34.58  | 莫雷拉 |
| 23/01/2022 | 董事盃             | G1       | 草地 | 1600米   | 沙田馬場 | 5    | 1:35.35  | 莫雷拉 |
| 20/02/2022 | 花旗銀行香港金盃   | G1       | 草地 | 2000米   | 沙田馬場 | PU   | 不適用   | 田泰安 |

## 外部連結
- . 2020-11-29  [2020-11-29]. （原始内容存档于2022-05-24）.
- . 2021-03-21  [2021-03-21]. （原始内容存档于2022-03-21）.
- . 2021-05-30  [2021-05-30]. （原始内容存档于2022-03-21）.